# Calcaneu
Calcaneul (Calcaneus) este cel mai voluminos dintre oasele tarsului. Se află în spatele cuboidului și dedesubtul talusului, pe care-l depășește înapoi. Ușor turtit transversal și alungit antero-posterior, are o forma unei prisme cu 6 fețe: superioară, inferioară, laterală, medială, anterioară și posterioară.   
- Fața superioară este articulară în partea sa anterioară cu 3 fețe articulare pentru talus: fața articulară talară posterioară, fața articulară talară mijlocie și fața articulară talară anterioară; fața articulară posterioară este despărțită de cea mijlocie și anterioară de șanțul calcanean,  care formează împreună cu cel al talusului sinusul tarsului.
- Fața inferioară sau plantară este neregulată, mai largă spre extremitatea posterioară, fiind limitată de trei proeminențe: una anterioară (tuberculul calcaneului) și alte două posterioare (procesul medial al tuberozității calcaneene și procesul lateral al tuberozității calcaneene) care se prelungesc pe fața posterioară a calcaneului, formând împreună tuberozitatea calcaneană.
- Fața laterală este subcutanată. Pe ea se află un mic tubercul numit trohleea peronieră (sau trohleea fibulară), înapoia și înaintea sa se află 2 șanțuri pentru tendoanele mușchilor peronieri.
- Fața medială are un șanț, șanțul calcanean mare, pe care trec de la gambă la plantă tendoane, vase și nervi. Acest șanț este limitat posterior de tuberozitatea calcaneană, iar anterior de o proeminență puternică, numită sustentaculum tali (sustentaculul talusului), pe care se sprijină talusul. Pe fața superioară a sustentaculum tali se află fața talară mijlocie a calcaneului, iar pe fața inferioară a lui se găsește șanțul tendonului mușchiului flexor lung al halucelui.
- Fața anterioară sau fața articulară cuboidală este o față articulară pentru osul cuboid.
- Fața posterioară, corespunzătoare călcâiului, prezintă tuberozitatea calcaneană pe care se inseră tendonul calcanean (tendonului lui Achille).

## Nomenclatura anatomică
În tabel sunt redate denumirile după Terminologia Anatomica (TA) 1998.
| Codul        | Termenul latin                                                                 | Termenul român                                                   | Termenul englez                                                             | Termenul francez |
| ------------ | ------------------------------------------------------------------------------ | ---------------------------------------------------------------- | --------------------------------------------------------------------------- | --- |
| A02.5.11.001 | Calcaneus                                                                      | Calcaneul                                                        | Calcaneus                                                                   | Calcanéum |
| A02.5.11.002 | Tuber calcanei                                                                 | Tuberozitatea calcaneană                                         | Calcaneal tuberosity                                                        | Tubérosité du calcanéum |
| A02.5.11.003 | Processus medialis tuberis calcanei                                            | Procesul medial al tuberozității calcaneene                      | Medial process                                                              | Processus médial de la tubérosité calcanéenne, Tubérosité interne du calcanéum                                                                                    |
| A02.5.11.004 | Processus lateralis tuberis calcanei                                           | Procesul lateral al tuberozității calcaneene                     | Lateral process                                                             | Processus latéral de la tubérosité calcanéenne, Tubérosité externe du calcanéum                                                                                   |
| A02.5.11.005 | Tuberculum calcanei                                                            | Tuberculul calcaneului                                           | Calcaneal tubercle                                                          | Tubercule du calcanéum, Grande apophyse du calcanéum |
| A02.5.11.006 | Sustentaculum tali                                                             | Sustentaculum tali, Sustentaculul talusului, Sustentaculul talar | Sustentaculum tali; Talar shelf                                             | Sustentaculum tali, Console astragalienne, Petite apophyse du calcanéum, Sustentaculum talare                                                                     |
| A02.5.11.007 | Sulcus tendinis musculi flexoris hallucis longi                                | Sanțul tendonului mușchiului flexor lung al halucelui            | Groove for tendon of flexor hallucis longus                                 | Sillon du tendon du muscle long fléchisseur de l’hallux du calcanéum, Gouttière du tendon du long fléchisseur propre du gros orteil du calcanéum                  |
| A02.5.11.008 | Sulcus calcanei                                                                | Șanțul calcaneului, Șanțul calcanean                             | Calcaneal sulcus                                                            | Sillon calcanéen, Rainure calcanéenne |
| A02.5.11.009 | Sinus tarsi                                                                    | Sinusul tarsului                                                 | Tarsal sinus                                                                | Sinus du tarse, Creux calcanéo-astragalien, Sinus astragalo-calcanéen                                                                                             |
| A02.5.11.010 | Facies articularis talaris anterior                                            | Fața articulară talară anterioară                                | Anterior talar articular surface                                            | Surface articulaire talaire antérieure du calcanéum |
| A02.5.11.011 | Facies articularis talaris media                                               | Fața articulară talară mijlocie                                  | Middle talar articular surface                                              | Surface articulaire talaire moyenne du calcanéum |
| A02.5.11.012 | Facies articularis talaris posterior                                           | Fața articulară talară posterioară                               | Posterior talar articular surface                                           | Surface articulaire talaire postérieure du calcanéum |
| A02.5.11.013 | Sulcus tendinis musculi fibularis longi; Sulcus tendinis musculi peronei longi | Șanțul tendonului mușchiului peronier lung                       | Groove for tendon of fibularis longus; Groove for tendon of peroneus longus | Sillon du tendon du muscle long fibulaire, Gouttière du cuboïde                                                                                                   |
| A02.5.11.014 | Trochlea fibularis; Trochlea peronealis                                        | Trohleea peronieră, Trohleea fibulară                            | Fibular trochlea; Peroneal trochlea; Peroneal tubercle                      | Trochlée fibulaire, Trochlée péronière, Crête des péroniers, processus trochléaire du calcanéum, Tubercule des péroniers latéraux, Tubercule externe du calcanéum |
| A02.5.11.015 | Facies articularis cuboidea                                                    | Fața articulară cuboidală, Fața articulară cuboidiană            | Articular surface for cuboid                                                | Facette articulaire cuboïdienne du calcanéum |